# Ametsbichl (Aßling)
Ametsbichl ist ein Gemeindeteil der oberbayerischen Gemeinde Aßling im Landkreis Ebersberg.

## Geografie
Der Einöd-Bauernhof liegt auf einem Hügel rechts des Tales der Moosach auf einer Höhe von 493 m ü. NHN an der Staatsstraße 2080 die von Grafing nach Rosenheim führt und nahe der Landkreisgrenze zum Landkreis Rosenheim verläuft.

## Geschichte
Im Band „Altbayern I: Ebersberg: Gericht Schwaben“ des Historischen Atlas von Bayern ist erwähnt, dass 1477 Hans Pienzenauer zu Wildenholzen (jetzt Gemeinde Bruck) ein Gut „auf dem Amaißpühel“ (gemeint ist das heutige Ametsbichl) in der Hofmark Ebersberg beim Gut des Hector Per an das Kloster Ebersberg verkaufte. Um 1554 wurden die Bewohner Amerspüchler genannt, 1671 trugen sie den Hofnamen Amerspichel. Das bayerische Urkataster zeigt den Hof in den 1810er Jahren unter dem Namen Amersbügel.
Aus dem Topographisch-statistischen Handbuch des Königreichs Bayern von 1867 geht hervor, dass zu dieser Zeit in den beiden damaligen Gebäuden insgesamt acht Einwohner gemeldet waren. 1987 waren drei Bewohner des Bauernhauses gemeldet.
Nach dem Ort ist eine ehemalige Eisenbahn-Blockstelle der Eisenbahnlinie München – Grafing – Rosenheim benannt. Sie ist etwa 100 Meter vom Bauernhaus entfernt und ist seit 2000 nicht mehr in Betrieb.
Die Besitzer des Bauernhofes werden auch heute abweichend vom wirklichen Familiennamen umgangssprachlich „Ametsbichler“ genannt.